# Nucula darella
Nucula darella är en musselart som beskrevs av Dall 1916. Nucula darella ingår i släktet Nucula och familjen nötmusslor. Inga underarter finns listade i Catalogue of Life.